# Trâu rừng Tây Tạng
Trâu rừng Tây Tạng, hay thường gọi là Linh ngưu (tiếng Trung Quốc: 羚牛, Hán Việt: Linh ngưu, chữ Tạng: ར་རྒྱ་; Wylie: ra rgya), danh pháp hai phần: Budorcas taxicolor, là một loài động vật có hình dạng nửa giống cừu nửa giống trâu bò phân bố tại phía đông dãy Himalaya. Đây là loài động vật cấp một quốc gia được bảo vệ trọng điểm tại Trung Quốc. Tại Việt Nam, theo thông tư do Bộ Nông nghiệp và phát triển nông thôn ban hành, loài này còn có tên là trâu rừng Tây Tạng.
Có 4 phân loài là: B. t. taxicolor, linh ngưu Mishmi; B. t. bedfordi, linh ngưu Thiểm Tây hoặc linh ngưu vàng; B. t. tibetana, linh ngưu Tứ Xuyên hoặc Tây Tạng; và B. t. whitei, linh ngưu Bhutan. Trâu rừng Tây Tạng là loài động vật biểu tượng quốc gia của Bhutan.

## Hình ảnh

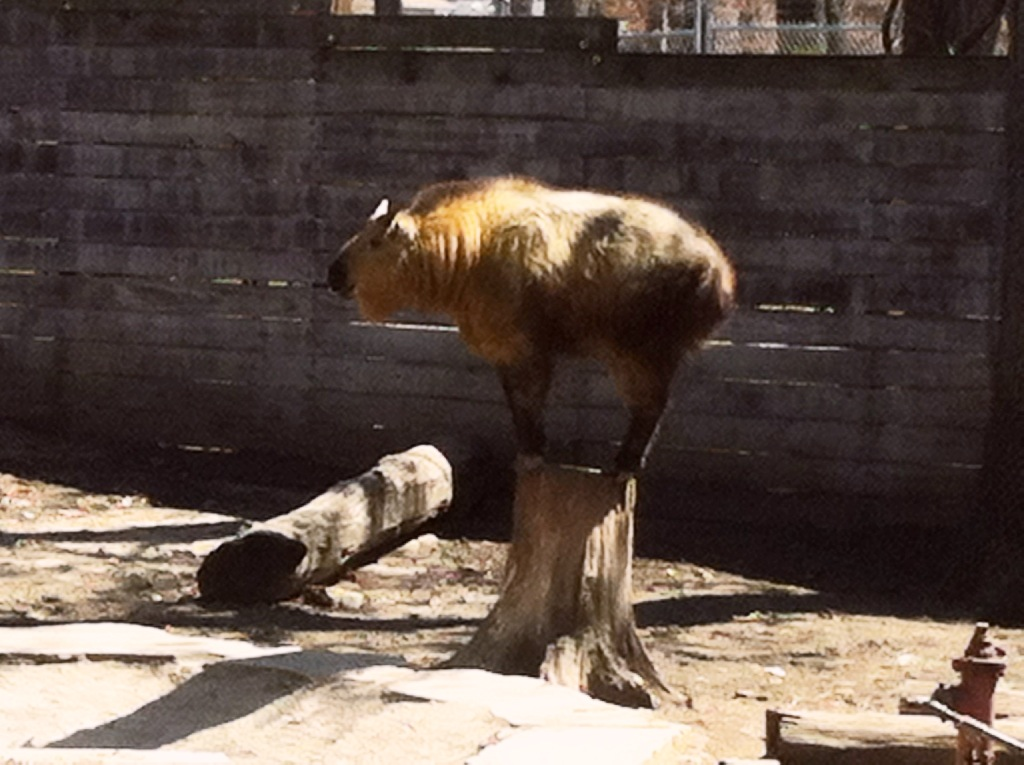
Trâu rừng Tây Tạng trên 1 gốc cây tại vườn thú Potawatomi, nam Bend, Ấn Độ
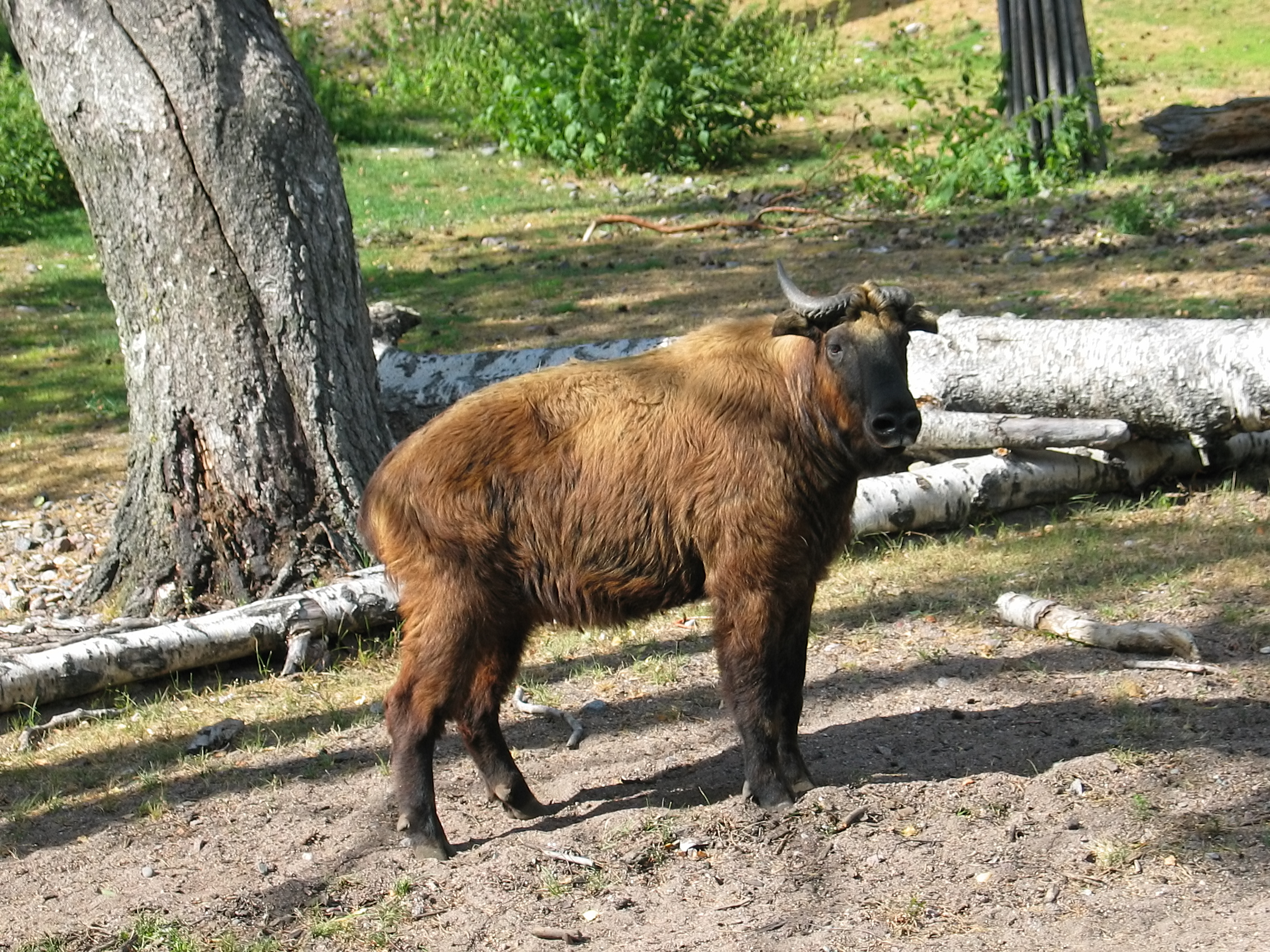
1 con Trâu rừng Tây Tạng tại vườn thú Korkeasaari, Helsinki, Phần Lan
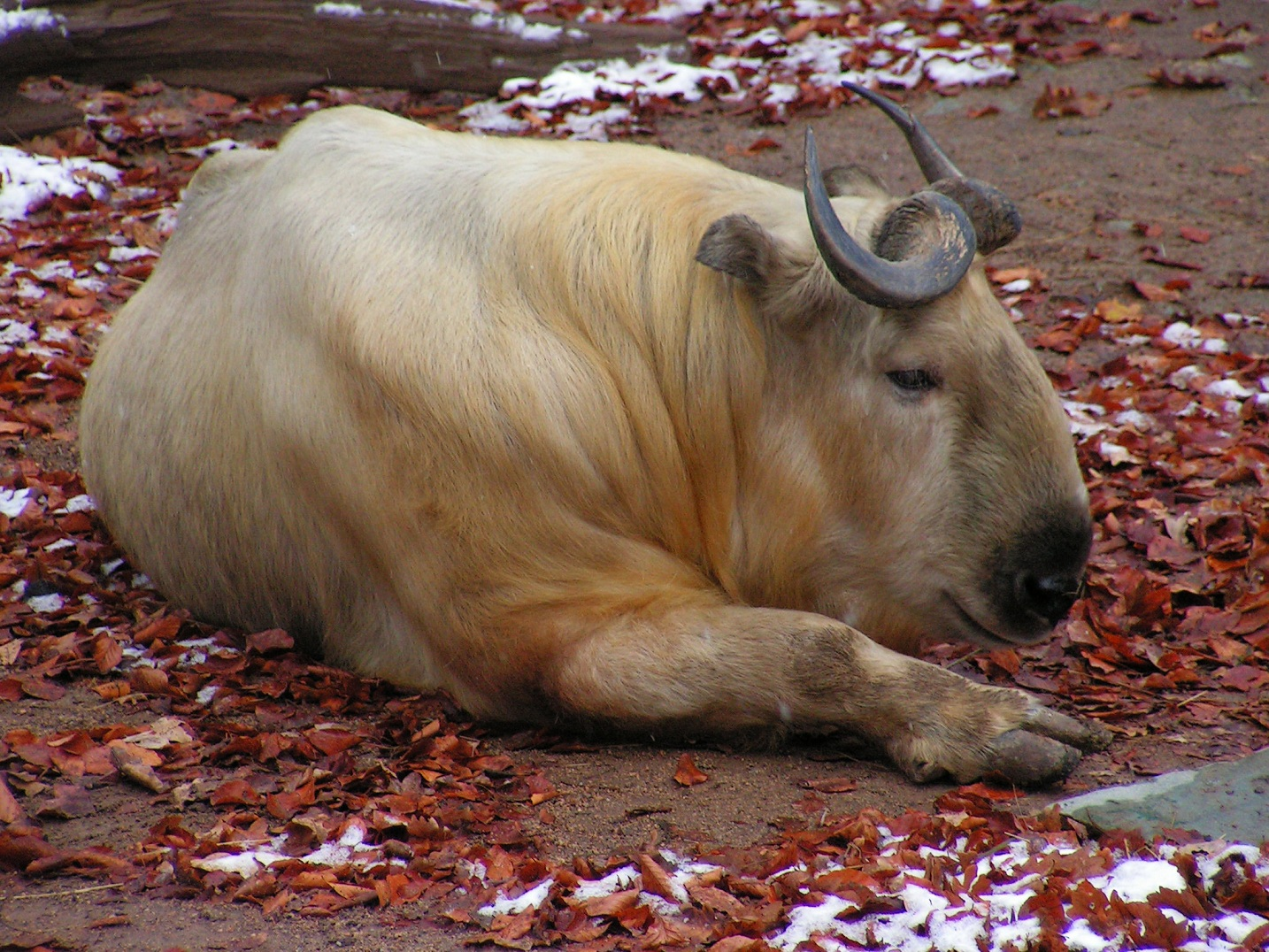
1 con linh ngưu Mishmi tại vườn thú Liberec, cộng hóa Czech
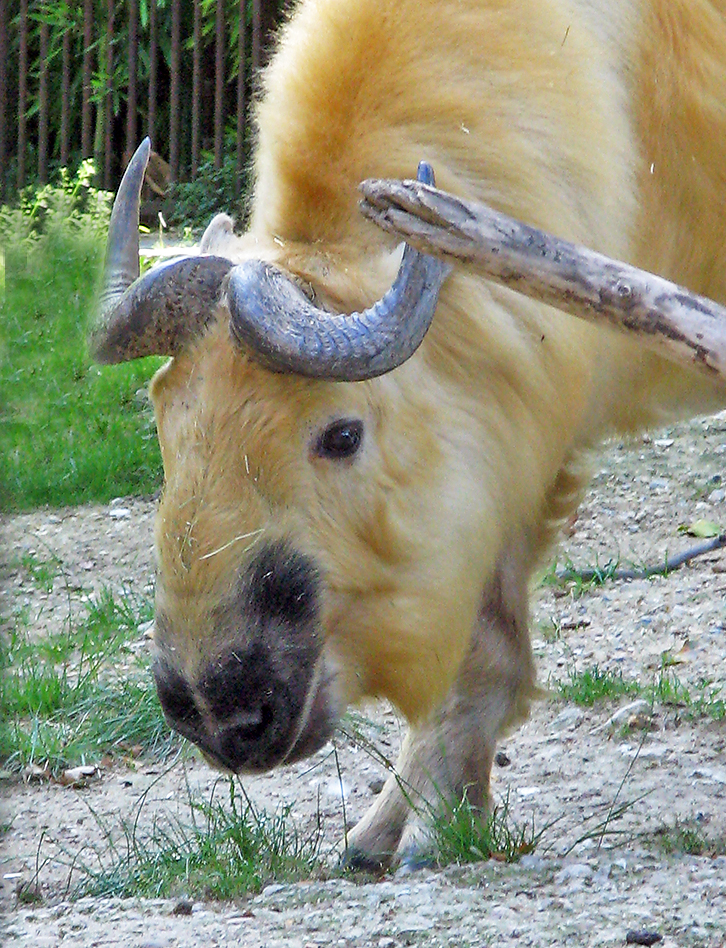
Trâu rừng Tây Tạng tại Paris Menagerie